# Pelargonium
Pelargonium (L'Hér., 1789) è un genere di piante appartenente alla famiglia delle Geraniaceae, originario dell'Africa meridionale.

## Descrizione

### Tratti vegetativi
Le specie di Pelargonium crescono come piante erbacee annuali o perenni, raramente come sottoarbusti o arbusti; molte specie lignificano con l'età. Alcune specie sono succulente. Contengono oli essenziali. Le foglie superiori sono per lo più alterne, quelle inferiori per lo più opposte. Le foglie sono divise in picciolo e lamina fogliare. Le foglie per lo più pelose sono semplici o composte, per lo più lobate a divise. Sono presenti le stipule.

## Tassonomia

### Specie
Il genere Pelargonium include al suo interno oltre 280 specie. Le più conosciute e comunemente coltivate sono Pelargonium zonale o geranio comune dal fogliame peloso e cuoriforme caratterizzato da un anello scuro;  Pelargonium peltatum o geranio edera con foglie peltate lucide e carnose, fusti ricadenti;  Pelargonium grandiflorum o geranio a farfalla dagli eleganti fiori con cinque macchie bruno-rossastre e foglie profondamente lobate; Pelargonium odoratissimum o geranio odoroso con piccole foglie frastagliate e aromatiche, fiori piccoli bianchi o rosei dal caratteristico profumo di mela; Pelargonium graveolens dal profumo di rosa;  Pelargonium radens dal profumo di limone.
I gerani maggiormente coltivati sono quelli zonali e edera: ne sono state selezionate numerose varietà dalle diverse colorazioni dei fiori, che variano dal rosso, al rosa, al violetto, al fucsia, all'arancione e al bianco.

## Usi
Nell'aromaterapia viene utilizzato per la sua proprietà riequilibratrice del sistema nervoso, antidepressiva, antinfiammatoria, lenitiva, astringente e antisettica. Tra le sue funzioni vi è anche quella di stimolatore del sistema linfatico, di tonificante per il fegato e per i reni.
Tra i suoi principali utilizzi vi è la cura di acne, bruciature, vesciche, eczema, artrite, nevralgia, mal di gola.

## Coltivazione
Ama le posizioni soleggiate, anche se vive abbastanza bene in mezz'ombra: durante l'estate, infatti, una prolungata esposizione al sole può deteriorare la pianta. Le innaffiature devono essere regolari per tutta la stagione riproduttiva: in primavera si annaffia circa tre volte alla settimana, a seconda delle condizioni climatiche locali, mentre d'estate anche tutti i giorni; tuttavia, non bisogna eccedere, perché troppa acqua potrebbe apportare dei marciumi alla pianta; inoltre, bisogna aver cura di non bagnare le foglie. Necessarie per ottenere una splendida fioritura sono le concimazioni, che vanno effettuate ogni 2 settimane circa. Quando i fiori cominciano a seccare è necessario cimarli, tagliando fino alla base del rametto fiorifero: in questo modo, la pianta continuerà a rifiorire.

La moltiplicazione avviene per talea nel periodo tardo primaverile.

Fiore di geranio mentre si schiude. Ogni fotogramma corrisponde a 7 minuti per un totale di 2 ore.

### Avversità
- Danni alle parti aeree per le larve di Mamestra brassicae, Plusia gamma, Pyrausta nubilalis e dai bruchi di Cacyreus marshalli
- Danni alle radici causate da larve di Melolontha melolontha e Agriotes lineatus nonché adulti di Gryllotalpa gryllotalpa
- Afidi: adulti di Macrosiphum pelargonii e Aphis pelargonii
- Cocciniglie: adulti di Diaspis pentagona
- Acari adulti della specie Tetranychus telarius
- Nematodi dei generi Heterodera e Tylenchus
- Molluschi dei generi Helix e Limax
- Muffa grigia causata da Botrytis cinerea
- Annerimento batterico del fusto dovuto a Xanthomonas pelargonii
- Mosaico anulare causato da virus
- E inoltre Fusarium pelargonii, Gleosporium pelargonii, Capnodium salicinum e recentemente introdotto in Italia Puccinia pelargonii

## Galleria d'immagini

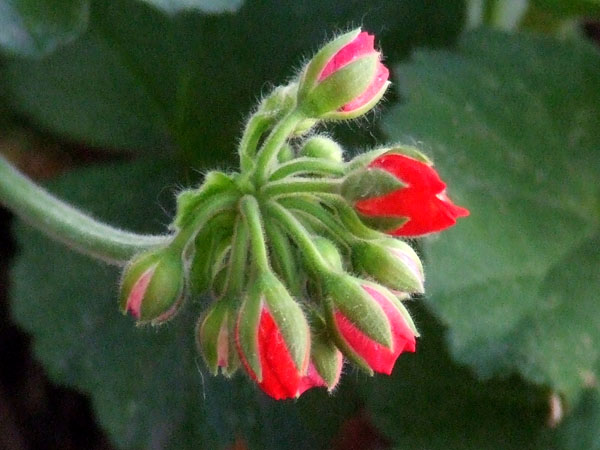
Geranio zonale
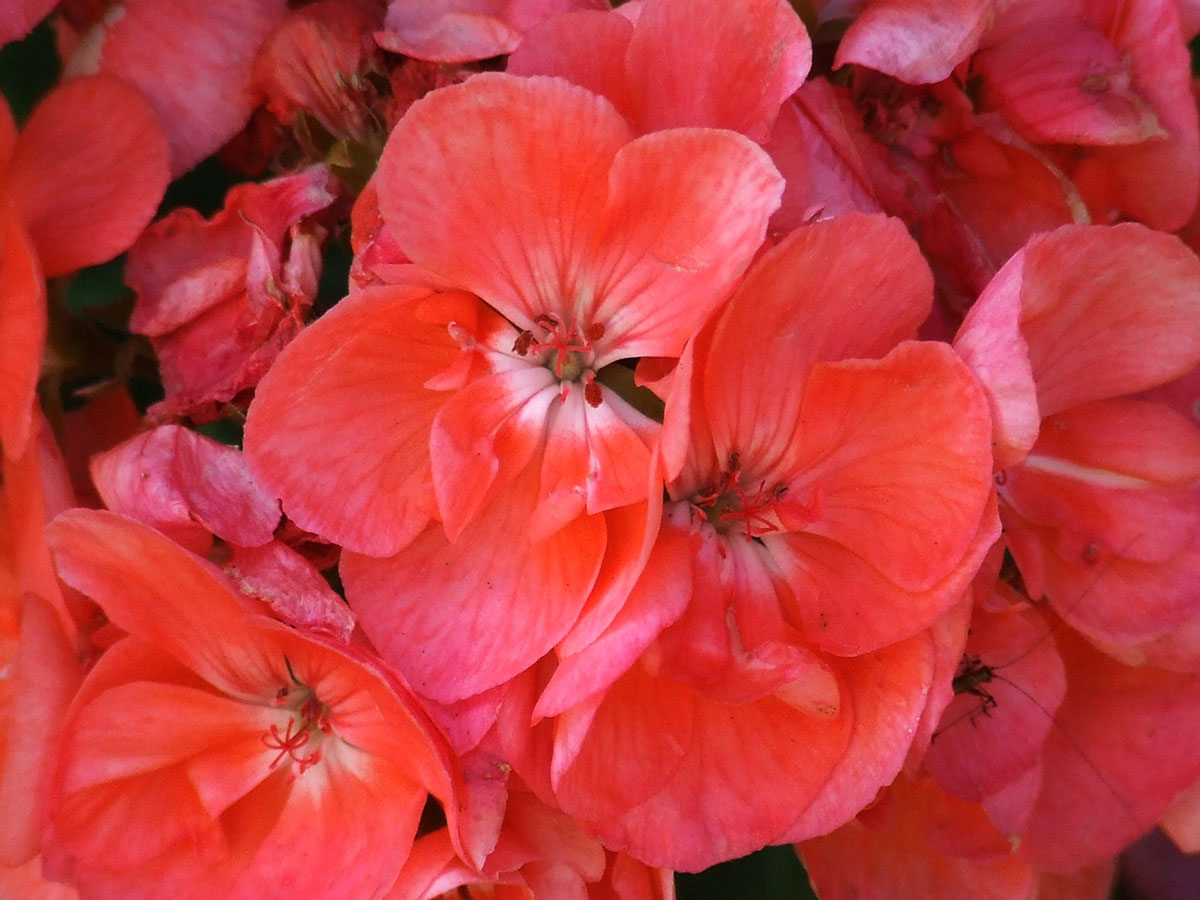
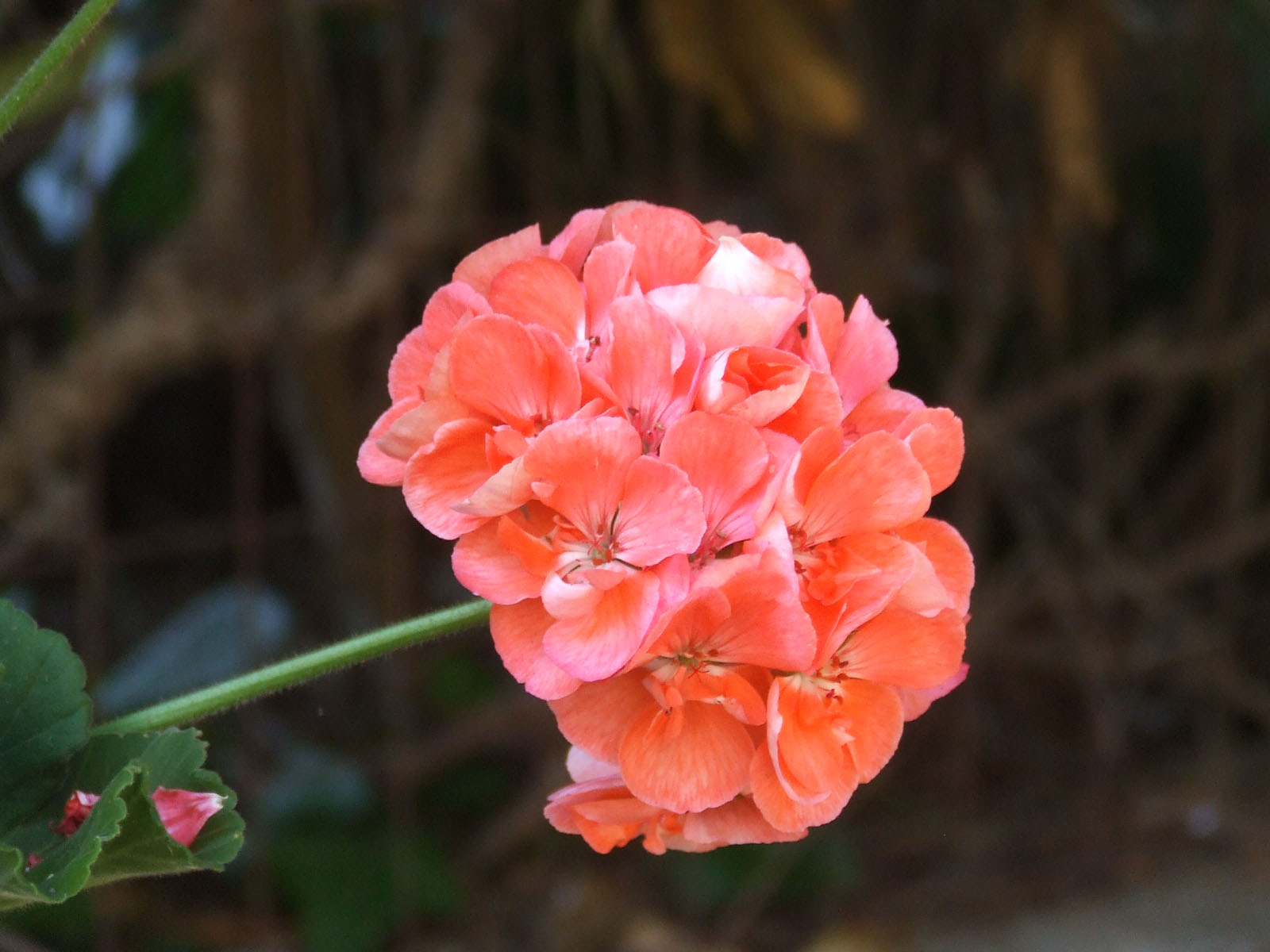
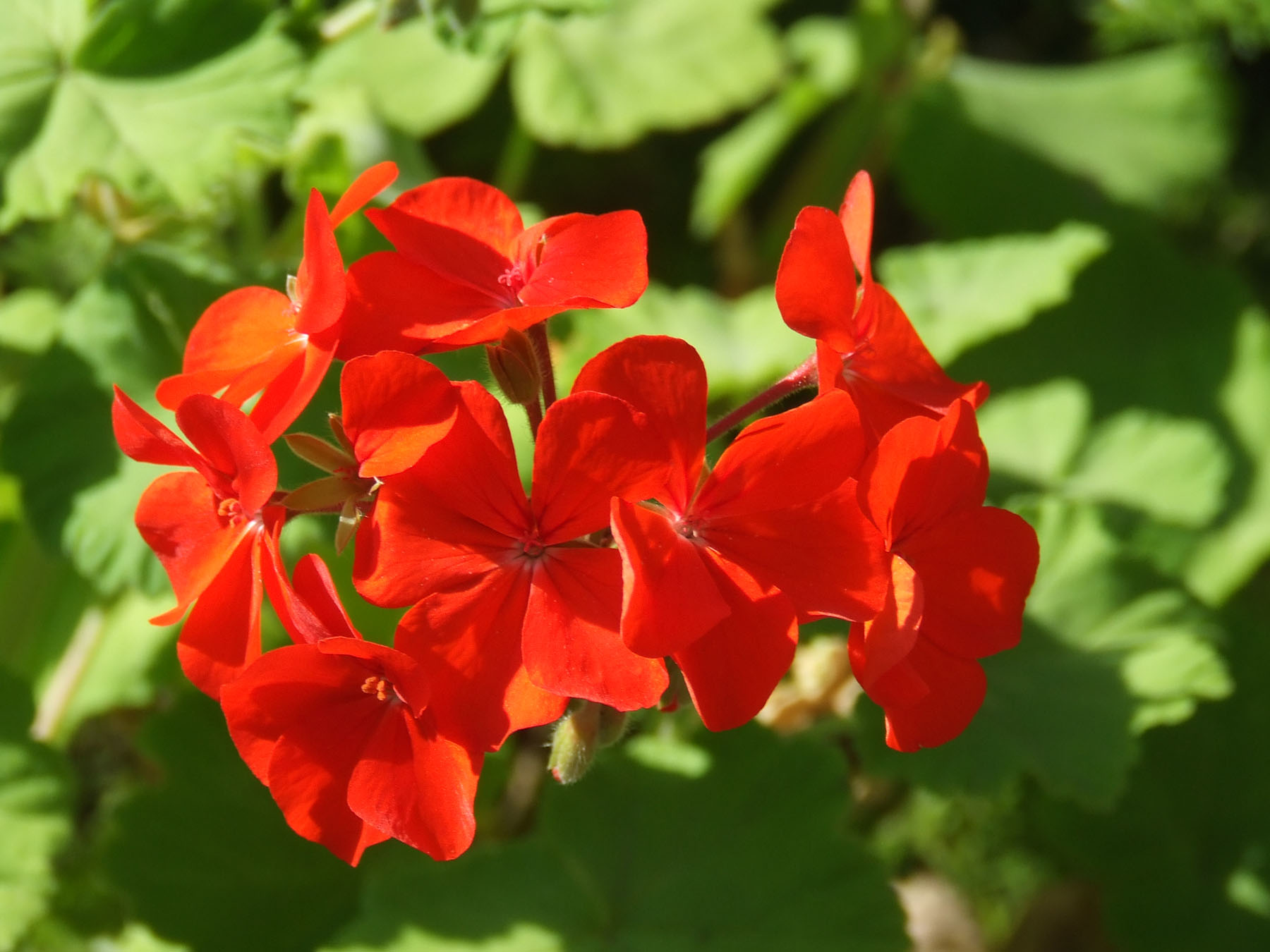
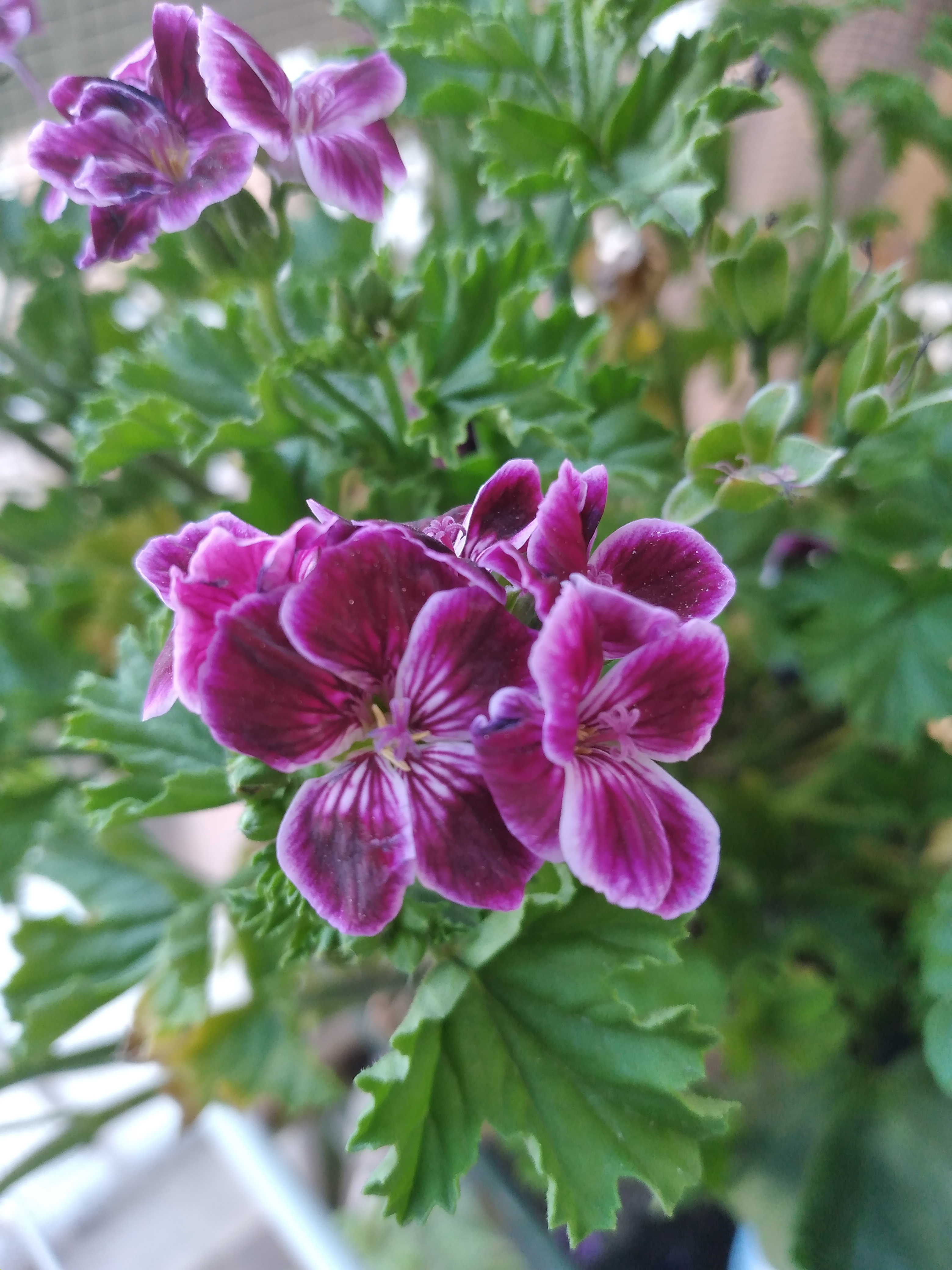
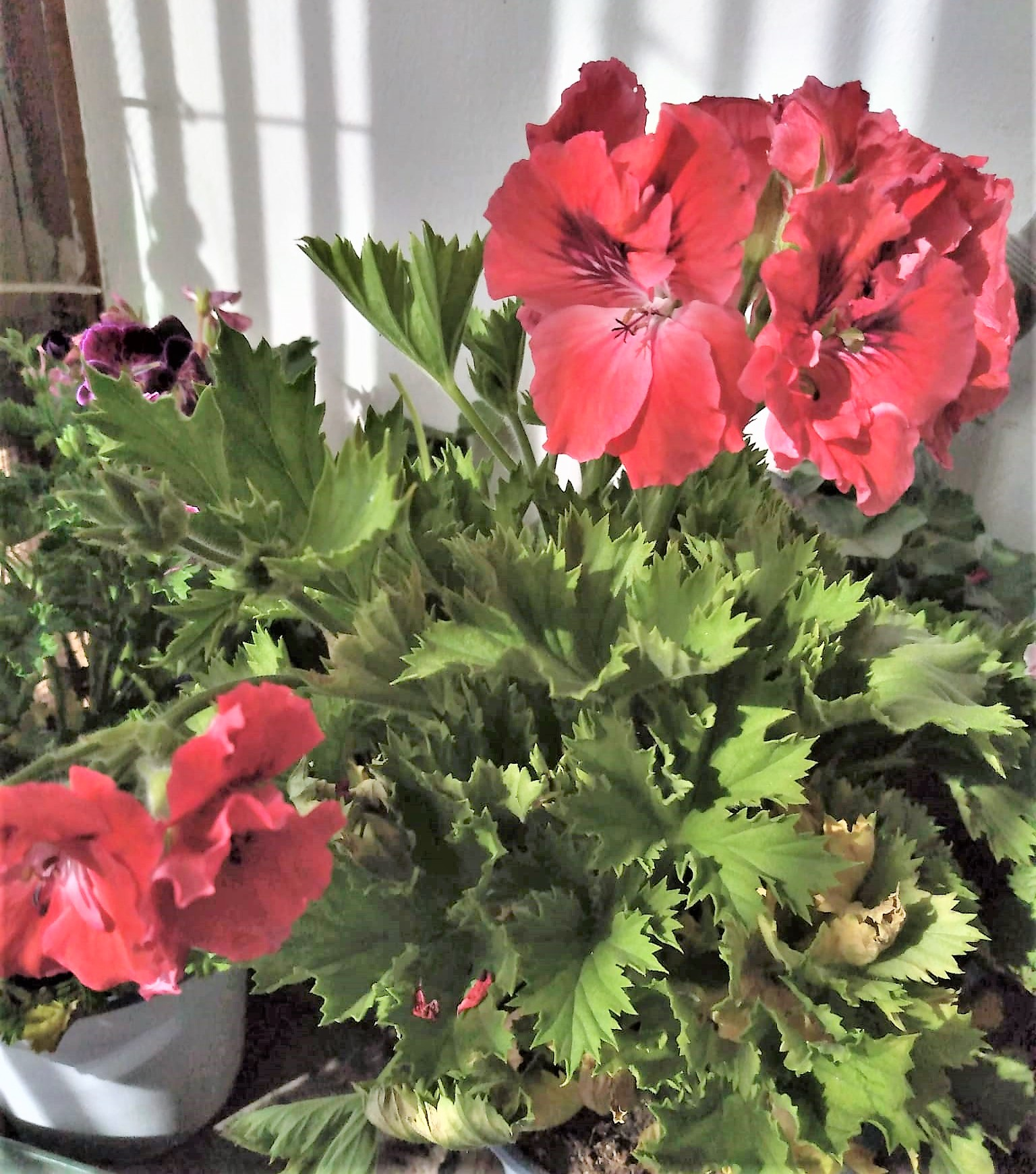
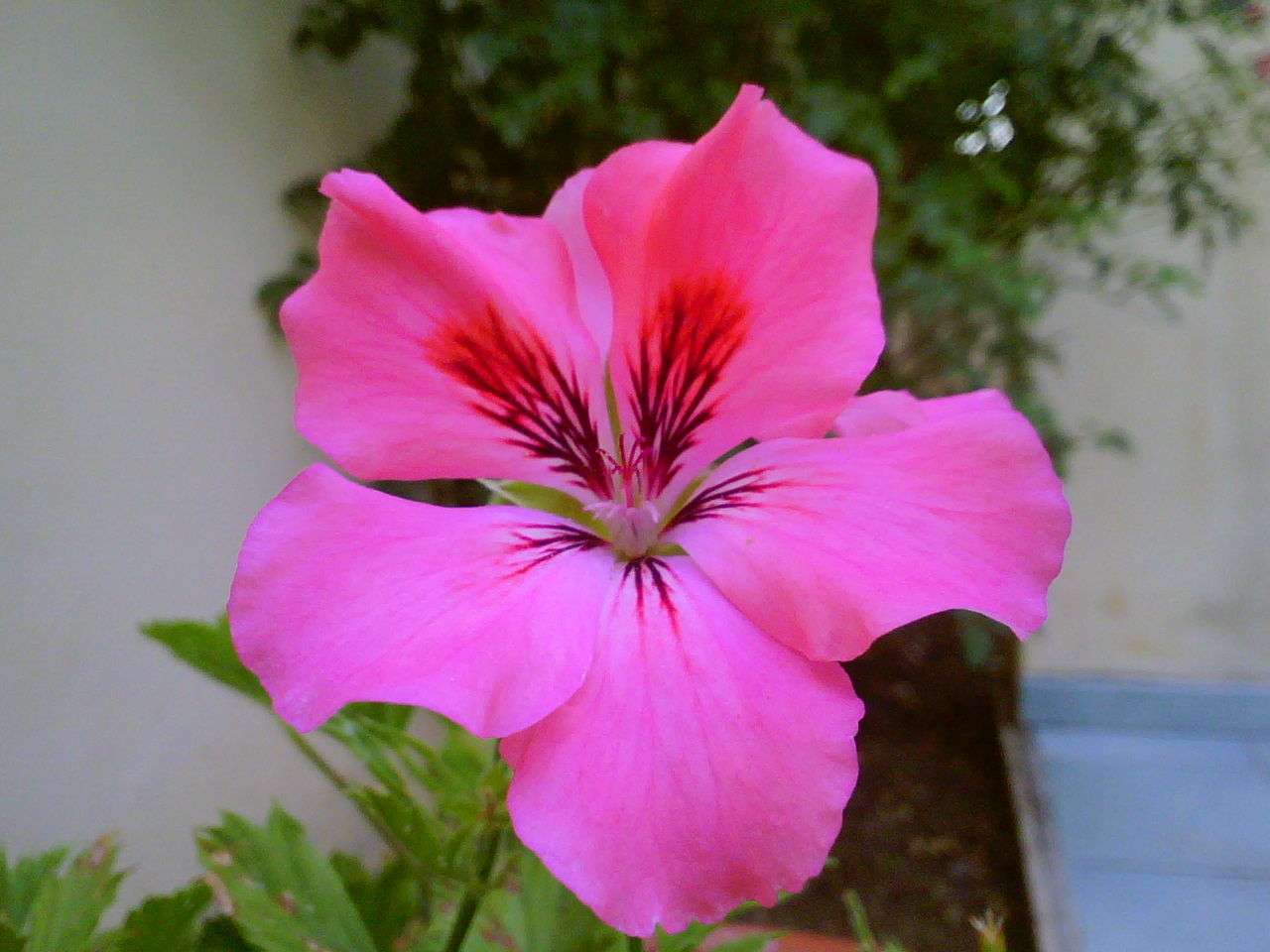
Geranio imperiale
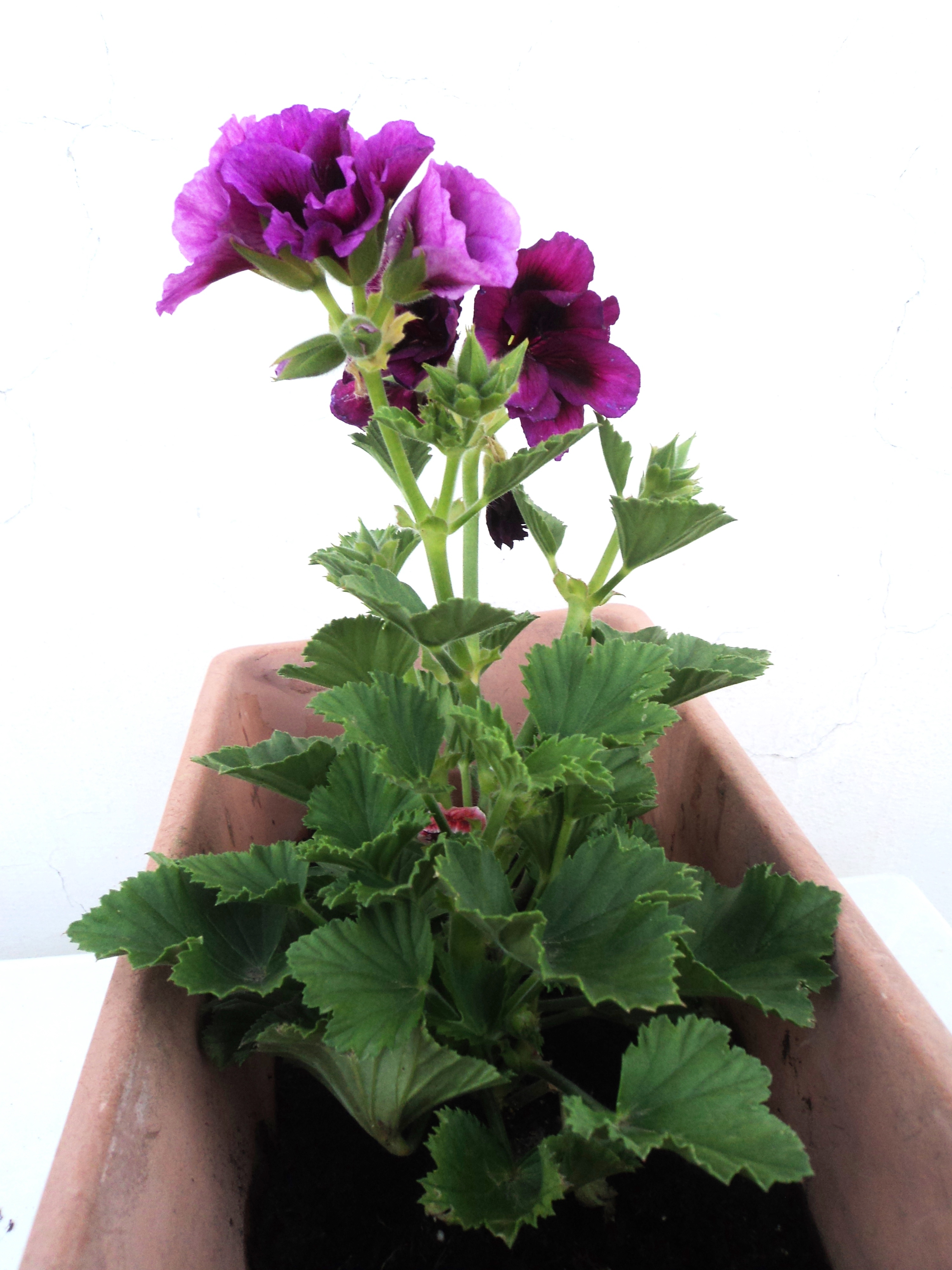
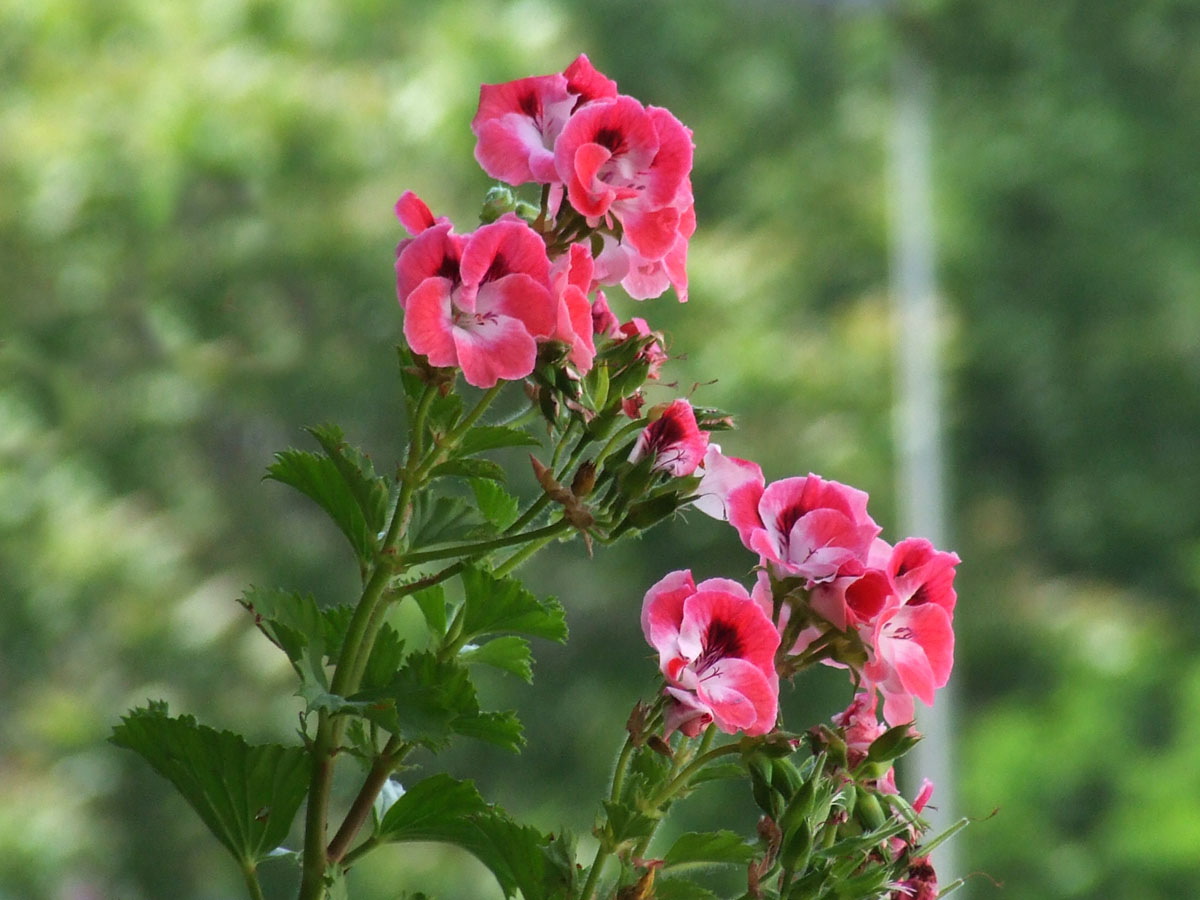
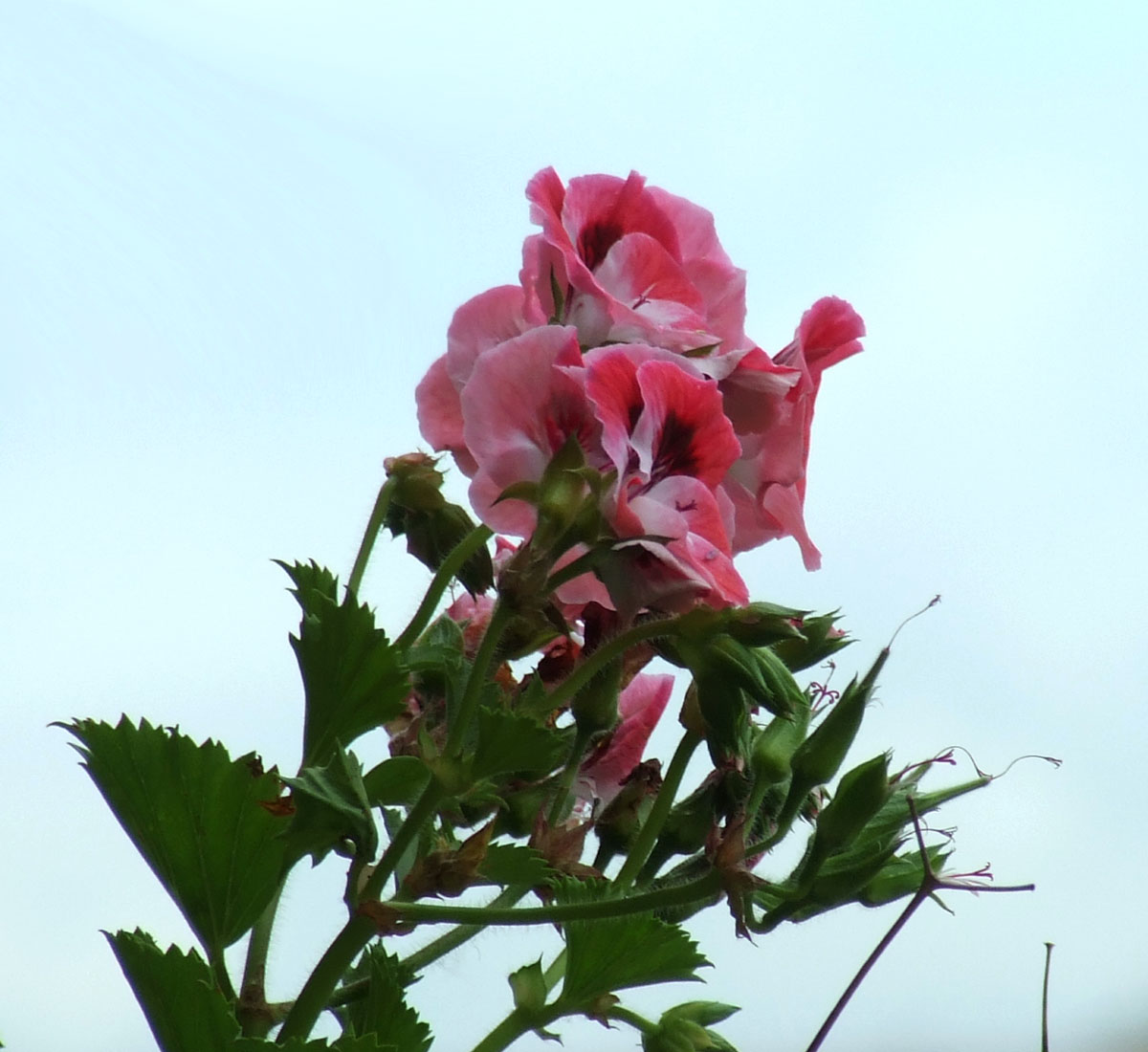
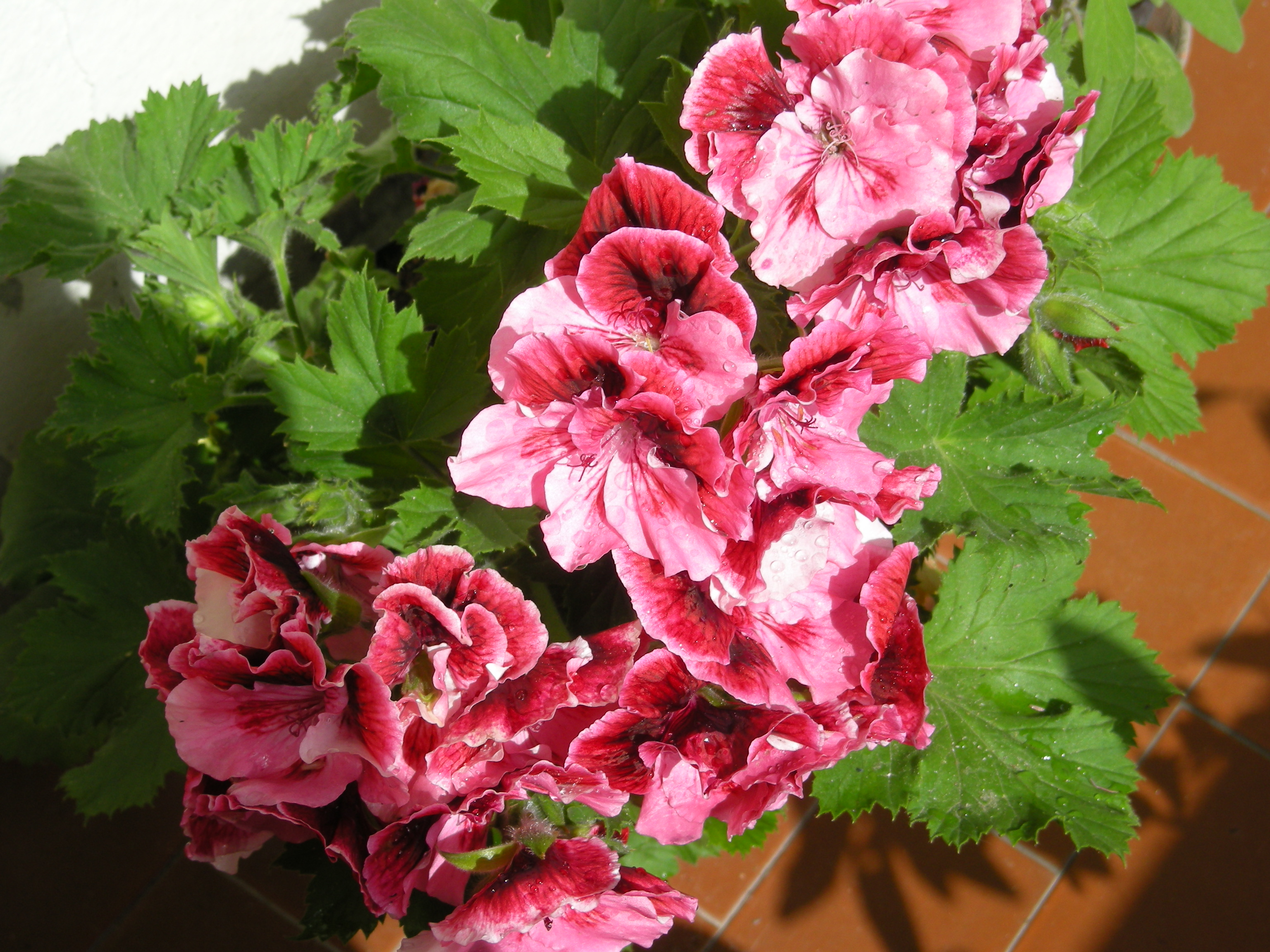
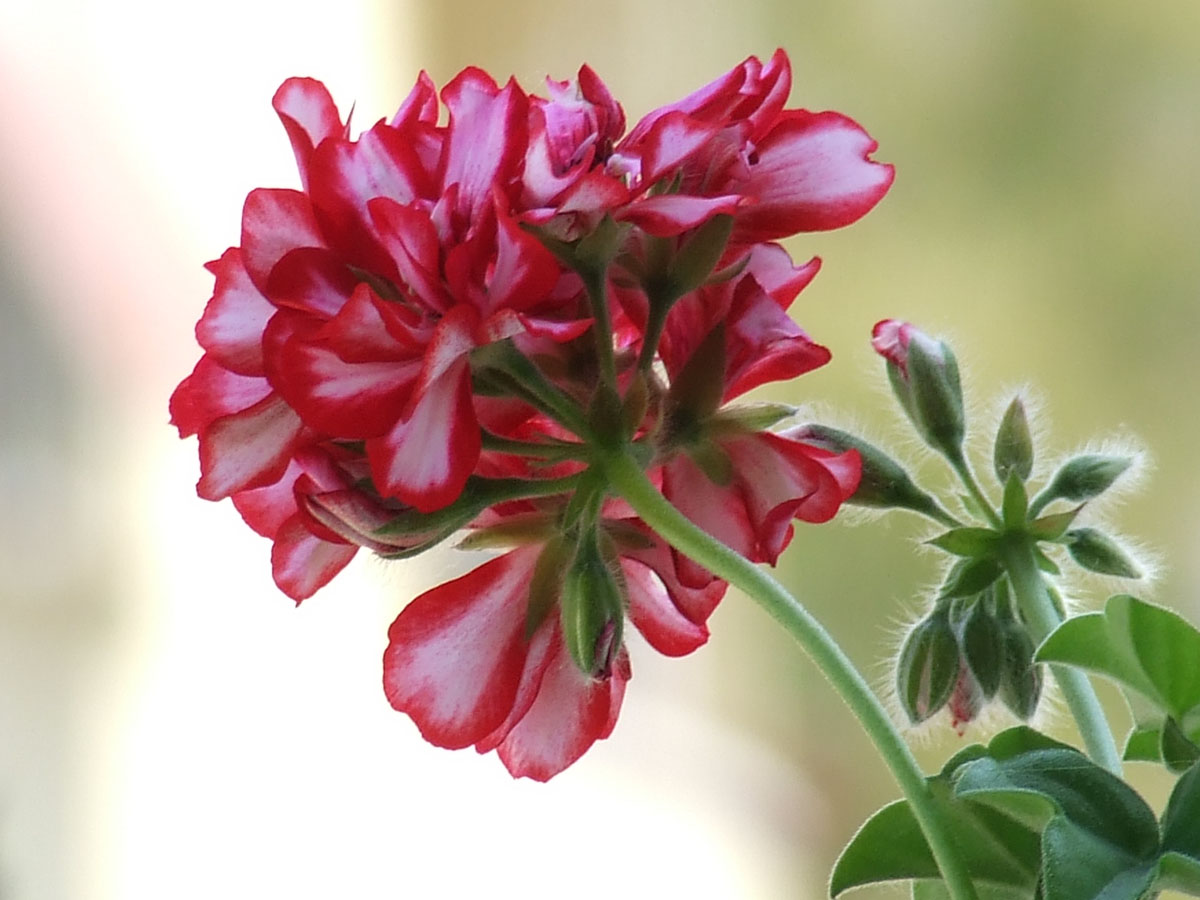
Geranio edera
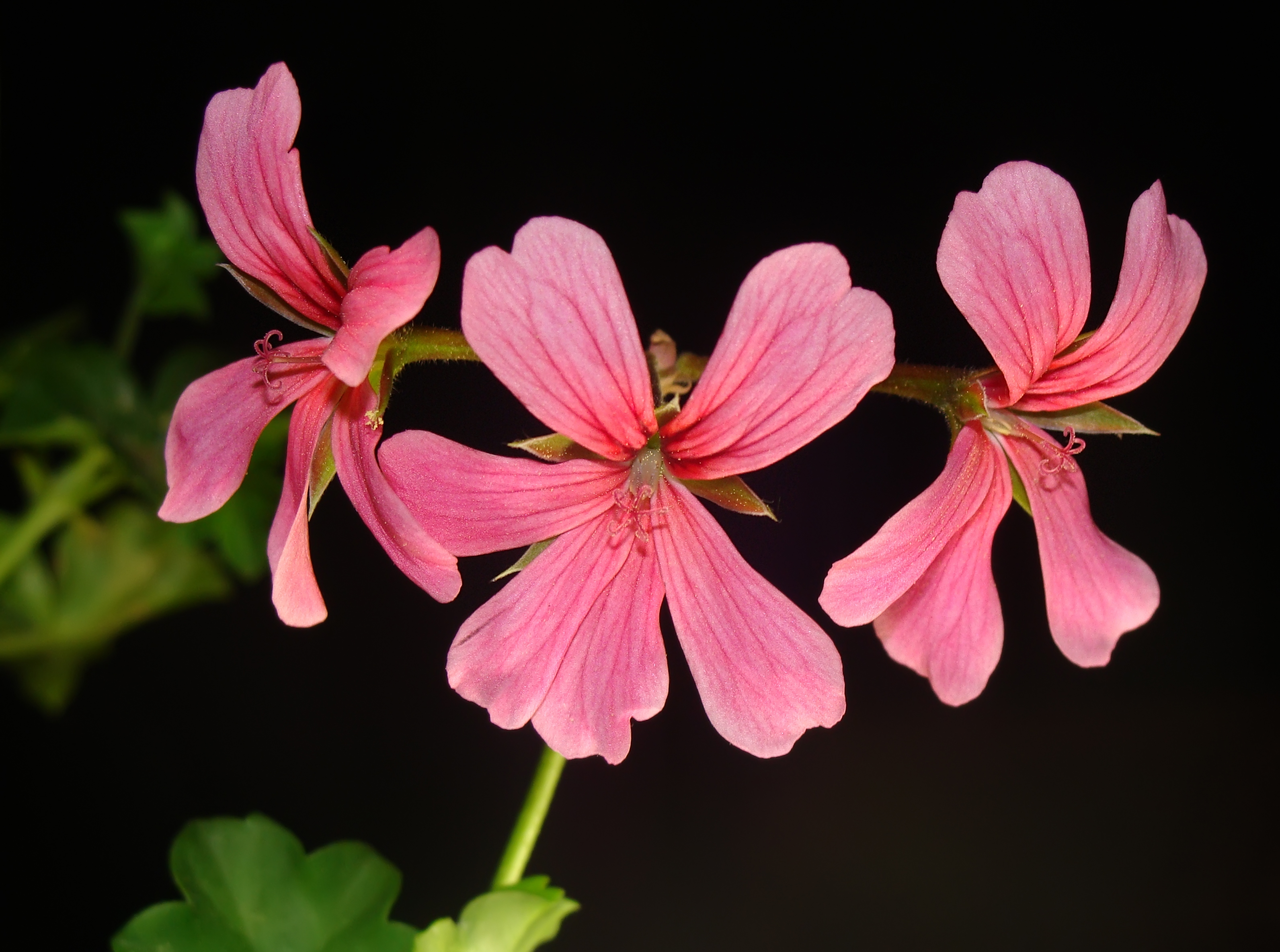
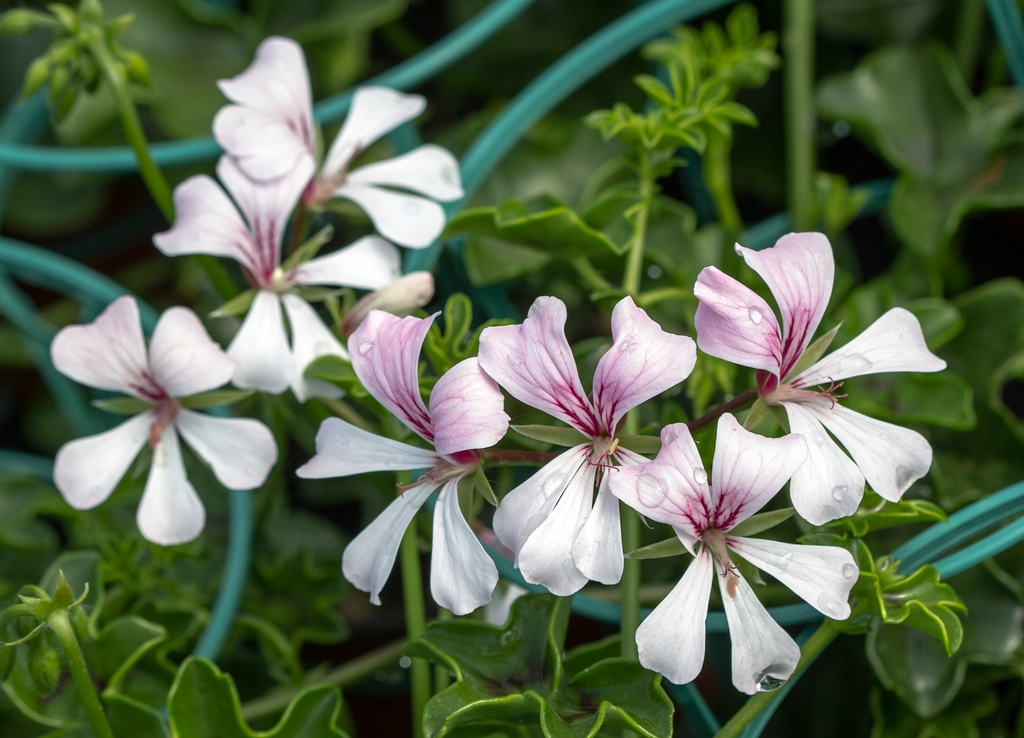